# 垡头站
垡头站是一个位于中国北京市朝阳区垡头街道的垡头路、垡头东街交叉口，属于北京地铁7号线的地铁车站。受限于出入口占地拆迁难题影响，2014年12月28日7号线一期通车时，垡头站仅建成C出入口，不能满足消防疏散条件，因此并未跟随7号线一期同步启用，列车均不停靠通过本站。
2018年12月30日，本站正式开通，并启用A出入口。

## 位置
垡头站位于东南四环外，垡头南路（东西走向）和垡头中路（南北走向）交汇处，呈东西走向布置。

## 结构

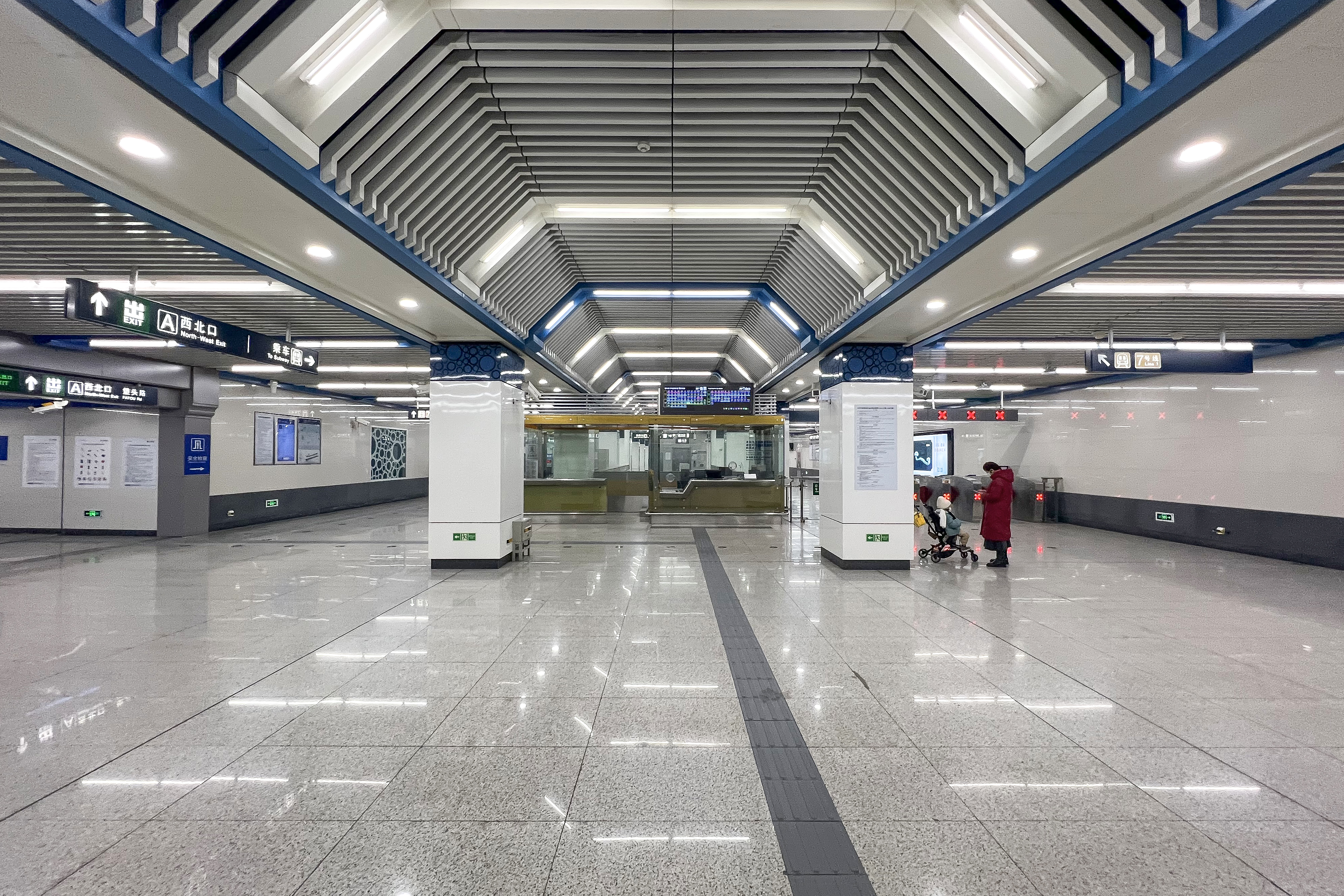
站厅

垡头站为地下二层车站，岛式站台设计。
| 地面层          | 街道                        | A、C出入口                       |
| 地下一层 站厅层 | 站厅                        | 客务中心、自动售票机、进出站闸机 |
| 地下二层 站台层 |                             | █ 7号线往北京西站（欢乐谷景区）  |
| 地下二层 站台层 | 岛式站台，左側開门          |                                  |
| 地下二层 站台层 | █ 7号线往环球度假区（双合） |                                  |

## 出入口
本站设有A、C两个出入口，西南侧另有一座进出站直梯。
|                                                                  |        |                  |        |            |
| 编号                                                             | 指示   | 建议前往的目的地 | 照片   | 无障碍设施 |
| 出口 · A                                                         | 垡头路 | 厚金路           |        | 不適用     |
| 出口 · C                                                         | 垡头路 |                  |        | 不適用     |
| · 这是一个单独出入口， · 没有与任何出入口相连， · 因此没有编号。 | 垡头路 |                  | 不適用 |            |
| 註： 設有                                                        |        |                  |        |            |